# Зоља
Зоља је назив за неколико група опнокрилаца, при чему се најчешће зољама називају осе (родови Vespula и Polistes). У научној класификацији зоље су врсте из подреда Symphyta, тзв. биљне зоље. Поједине врсте зоља су значајне штеточине у шумарству и пољопровреди.

## Таксономија и филогенија

### Парафилетско груписање
Зоље су космополитска парафилетска група са стотинама хиљада врста, која се састоји од кладе уског струка Apocrita без мрава и пчела. Hymenoptera такође садрже Symphyta, донекле сличне осе без струка, пиле.
Термин зоља се понекад уже користи за припаднике Vespidae, што укључује неколико еусоцијалних линија оса, као што су жутикошуљаши (родови Vespula и Dolichovespula), стршљени (род Vespa) и чланови потфамилије Polistinae.

### Фосили
у облику Symphyta (Xyelidae) први пут су се појавили у фосилним записима у доњем тријасу. Apocrita, осе у ширем смислу, појавиле су се у јури, и прошириле се на многе постојеће суперпородице до креде; сматра се да су еволуирале из Symphyta. Смоквине осе са модерним анатомским карактеристикама први пут су се појавиле у доњој креди формације Крато у Бразилу, око 65 милиона година пре првих смоквиних стабала.
Vespidae обухвата изумрли род Palaeovespa, од којих је седам врста познато из еоценских стена фосилних слојева Флорисант у Колораду и из фосилизованог балтичког ћилибара у Европи. У балтичком ћилибару се такође налазе крунске осе из рода Electrostephanus.

### Разноликост
Зоље су разнолика група, која се процењује на преко сто хиљада описаних врста широм света, и још много више неописаних. На пример, скоро свака од неких 1000 врста тропских смокава има своју сопствена специфичну смоквину осу (Chalcidoidea) која је заједно еволуирала са њом и опрашује је.
Многе врсте оса су паразитоиди; женке одлажу јаја на или у чланконожаца домаћина којима се ларве потом хране. Неке ларве почињу као паразитоиди, али се у каснијој фази преображавају тако да конзумирају биљна ткива којима се њихов домаћин храни. Код других врста, јаја се полажу директно у биљна ткива и формирају чемерне израслине, које штите ларве у развоју од предатора, али не нужно и од других паразитских оса. Код неких врста, ларве су и саме грабежљиве; јаја оса се таложе у кластере јаја која су положили други инсекти, а затим их конзумирају ларве оса у развоју.
Највећа друштвена оса је азијски џиновски стршљен, до 5 cm (2,0 in) дуг. Различите тарантулске соколске осе су сличне величине и могу да надјачају паука вишеструко већег од његове сопствене тежине, и да га преместе у своју јазбину, са убодом који је страшно болан за људе. Усамљени џиновски сколид, Megascolia procer, са распоном крила од 11,5 cm, има подврсту на Суматри и Јави, која је паразитоид атласке бубе Chalcosoma atlas. Женка џиновске ихнеумонске осе Megarhyssa macrurus дуга је 125 cm (49 in) укључујући њен веома дуг, али витак јајоносач који се користи за бушење у дрво и убацивање јаја. Најмање осе су усамљене паразитоидне осе из породице Mymaridae, укључујући најмањег познатог инсекта на свету, Dicopomorpha echmepterygis (дужине 139 микрометара) и Kikiki huna са дужином тела од само 158 микрометара, који је најмањи познати летећи инсект.
Процењује се да постоји 100.000 врста ихнеумоноидних оса у породицама Braconidae и Ichneumonidae. То су скоро искључиво паразитоиди, који углавном користе друге инсекте као домаћине. Друга породица, Pompilidae, је специјални паразитоид паука. Неке осе су чак паразитоиди паразитоида; јаја Euceros се полажу поред ларви лепидоптера и ларве оса се привремено хране својом хемолимфом, али ако паразитоид изађе из домаћина, хиперпаразити настављају свој животни циклус унутар паразитоида. Паразитоиди одржавају своју екстремну разноликост кроз уску специјалност. У Перуу је пронађено 18 врста оса које живе на 14 врста мува у само две врсте Gurania.
- Megascolia procer, џиновска усамљена врста са Јаве у Scoliidae. Дужина овог примерка је 77 mm, а распон крила 115 115 mm.[б][15]
- Megarhyssa macrurus, паразитоид. Тело женке је дуго 50 mm, са овипоситором од око 100
- Тарантула јастребска зоља вуче тарантулу са наранџастим коленама до своје јазбине; има најболнији убод од свих оса.[14]

## Значајне зоље
- лисне зоље, род Acantholyda[23]
- обична борова зоља,
- риђа борова зоља,
- крушкова лисна зоља,
- букова лисна зоља,
- белоножна трешњева зоља,

## Спољашње взе
- Differences between Bees and Wasps
- Natural History Museum – Wasps: If you can't love them, at least admire them
- N.I.H. Medline Encyclopedia – Insect bites and stings
- Waspweb
- DermNet arthropods/bites